# Banji (band)
Banji is een Nederlandse indiepopband uit Utrecht, gevormd in 2017. De bezetting van de band bestaat uit zanger en gitarist Morris Brandt, multi-instrumentalist Gilles de Wees, drummer Jasper Meurs en toetsenist Twan de Roo. Momenteel zit de band onder het label PIAS Recordings.

## Biografie

### Ontstaan
Gevormd in eind 2017, kwam Banji aanvankelijk samen doordat de bandleden hun voormalige bands, The Brahms, Palmsy en Radio Eliza, verlieten, maar ze leerde elkaar al kennen tijdens hun opleidingen. De band Radio Eliza werd opgeheven, mede omdat na eigen zeggen van Brandt ''intern niet alle neuzen dezelfde kant op stonden en de onderlinge communicatie verliep stroef." Een dag later werd Banji door Brandt, de Wees, Meurs en de Roo opgericht. De naam Banji werd bedacht doordat de betekenis van het Japanse woord Banji 'allesomvattend' betekent, wat de band ook wil uitdragen. In 2020 liet Jasper Meurs via Instagram weten de band WIES te verlaten om op Banji te focussen.

### Freshcakes (2018-heden)
Vanaf 2018 heeft de band ''opgesloten'' gezeten in hun oefenruimte om liedjes te schrijven. De band kreeg toekenning van het Sena Performers Muziekproductiefonds om een deel van de studiokosten te financieren, en het mixen en masteren te betalen. Zo kwam de band uit bij producer Jeroen De Pessemier, die ook de producer is van de Belgische bands Oscar and the Wolf en The Subs. Als mixer vroeg de band Mucky, die ook verantwoordelijk als mixer bij Fresku en Sevdaliza. Banji kwam vervolgens op de radar van het platenlabel PIAS Recordings, die de band een platencontract aanbood. In 2019 speelde de band supportacts voor DI-RECT, Balthazar en Vampire Weekend.
Op 5 november 2020 bracht de band hun debuutsingle ''Listen'' uit. Naar eigen zeggen wou Banji met het nummer ''Listen'' de randjes van hiphop en indie opzoeken. Het nummer werd door Carte Blanche Music omschreven als ''een hyperactieve track die geliefd zal zijn bij fans van Beck, Darwin Deez en The Dandy Warhols.'' Het nummer werd opgenomen bij ICP Studios, in Brussel. Ze speelde ook op de digitale editie, vanwege de COVID-19 pandemie, van het showcasefestival Eurosonic. Sinds hun eerste single verschijnt de band ook met regelmaat bij NPO 3FM, op de radio en in de radiostudio. Radio-dj Sander Hoogendoorn omschreef hun muziek als "Genres in de blender."
Na het uitbrengen van 2 remixte versies van hun debuutsingle van togethermachine en Mitchell Yard, bracht de band op 15 april 2021 hun tweede single ''Dogbreath" uit. Dansende Beren vertelde over de single: "Een ludieke intro eist meteen de aandacht op en vloeit netjes over in de eerste strofe waarin de zang van Morris Brandt voor veel flair weet te zorgen. (...) De band durft wel eens buiten de lijntjes te kleuren, maar net dat maakt ook “Dogbreath” zo een verfrissend en aanstekelijk deuntje." Dit nummer gaat volgens Brandt over de ingewikkelde emotie spijt en hoe dit vanuit verschillende kanten in een relatie gevoeld wordt. This Song Is Sick merkte op de productie lijkt op die van een klassiek 8-bit computerspel, mede dankzij de 8-bit effecten in het nummer die ook in "Listen" te horen waren. Ook van "Dogbreath" werd een remix uitgegeven, deze keer door Bungalow. In juli 2021 werd de band uitgeroepen tot NPO 3FM Talent.
Op 22 juli 2021 bracht de band hun derde single "TalkieWalkie" uit. De band vertelde in een interview voor 3voor12 dat het nummer gaat over de verbeelding van het gevoel niet te kunnen praten. Brandt vertelde "Ik wilde een aantal van de gesprekken vastleggen die ik in de douche met mezelf had, want dat is eigenlijk de enige plek waar ik discussies kan winnen." Op 12 oktober bracht de band hun vierde single "Chills" uit. Brandt vertelde over het nummer in een interview van Dork: "Chills gaat over in een sleur zitten. Dat gevoel van hoe alles om je heen te snel gaat om bij te houden." In december speelde de band hun nieuwe single live in het Glazen Huis.
Op 17 februari 2022 bracht de band hun volgende single "Chatterbox" uit. De band vertelde aan When The Horn Blows: "Chatterbox' is kort, eclectisch en pittig en allesbehalve conventioneel. Het is wat we gewend zijn van Banji, maar dan meer edgy." Op 14 april 2022 kondigde de band hun debuutalbum Freshcakes aan, samen met de nieuwe single "Cornflakes". In een interview met The Line of Best Fit vertelde de band over het nummer: "Cornflakes speelt rond het idee van wensen en het idee dat we maar al te vertrouwd zijn met "te veel van het goede." Als laatste single voor de release van het album, bracht de band op 23 september "Maybe" uit. Het 13-nummer durende album Freshcakes werd uitgebracht op 14 oktober 2022 onder het label PIAS Recordings.

## Discografie

### Albums
| Jaar | Titel      |
| ---- | ---------- |
| 2022 | Freshcakes |

### Singles
| Jaar | Titel        | Album      |
| ---- | ------------ | ---------- |
| 2020 | Listen       | Freshcakes |
| 2021 | Dogbreath    | Freshcakes |
| 2021 | TalkieWalkie | Freshcakes |
| 2021 | Chills       | Freshcakes |
| 2022 | Chatterbox   | Freshcakes |
| 2022 | Cornflakes   | Freshcakes |
| 2022 | Maybe        | Freshcakes |

## Prijzen
| Jaar | Prijs      | Categorie  | Resultaat | Bron   |
| ---- | ---------- | ---------- | --------- | ------ |
| 2021 | 3FM Awards | 3FM Talent | Gewonnen  | [ 13 ] |